# 皮德希爾亞 (波莫里亞內市鎮)
49°41′32″N 24°54′3″E / 49.69222°N 24.90083°E
皮德希爾亞（羅馬化：Pidhiria）是烏克蘭西部的村莊，隸屬利維夫州佐洛奇夫區波莫里亞內市鎮。該村始建於1700年，面積2.03平方公里，海拔高度318米，2021年人口129，人口密度每平方公里75.37人。